# Teatro poético
El teatro poético es un estilo dentro del teatro que se encuentra íntimamente unido al Modernismo en autores como Francisco Villaespesa y que halla sus argumentos preferentemente en la historia lejana y las leyendas. Otros autores de dramas en verso son los hermanos Manuel y Antonio Machado, y Eduardo Marquina.
También en el teatro poético se suele utilizar el lenguaje en versos, para darle armonía y musicalidad a la obra. (Por Houdini Resorte).
- Datos: Q6140046